# Liste des seigneuries de la Nouvelle-France
Liste des seigneuries de la Nouvelle-France par ordre chronologique de première concession; une seigneurie est une division territoriale qui était employée à l'époque de la Nouvelle-France.

## 1612 à 1625: premières concessions
- Port-Royal (1604)
- Acadie (1611)
- Sault-au-Matelot (1623)
- Cap de Tourmente (1624)
- Notre-Dame-des-Anges (1626)

## 1625 à 1644: concessions sousLévis
À partir de 1627, c'est la Compagnie de la Nouvelle-France qui administre la Nouvelle-France.
- Saint-Joseph (162e l'Île de Montréal (1636)
- Île-Jésus (1636)
- de La Madeleine (1636) (à ne pas confondre avec la seigneurie du Cap-de-la-Madeleine de 1651)
- de Lauzon (1636)
- de la Rivière-au-Griffon (1636)
- de Sainte-Croix (1637)
- Sainte-Foy (1637)
- de Bellechasse (1637)
- des Grondines (1637)
- D'Autray (1637)
- Lintot (1637)
- Dutort (1637)
- Île-au-Ruau (1638)
- Pinguet (1638)
- de Batiscan (1639)
- Deschambault (1640)
- Saint-Sulpice (1640)
- Arbre-à-la-Croix (1644)
- Marsolet (1644)

## 1644 à 1660: concessions sousFrançois-Christophe de Levy
- Rivière-du-Sud (1646)
- Du Hérisson (1646)
- Préville (1646)
- Saint-Ignace (1647)
- Saint-Gabriel (1647)
- Repentigny (1647)
- Portneuf (1647)
- Cournoyer (1647)
- Marsolet (1647)
- Cap-Rouge (1647)
- Rivière-Puante (1647)
- La Prairie de la Madeleine (1647)
- Maur (1647)
- Vieuxpont (1649)
- Jacques-Cartier (1649)
- Beaulieu (1649)
- Monceaux (1649)
- Saint-Augustin (1650)
- Cap-de-la-Madeleine (1651)
- Sillery (1651)
- Hauteville (1651)
- Le Chesnay (1651)
- La ferté (1651)
- Beaumarchais (1651)
- Gaspésie (1652)
- Gaudarville (1652)
- L'Assomption (1652)
- Roche-brûlée (1652)
- Lothainville (1652)
- Argentenay (1652)
- Charny-Lirec (1652)
- Les Écureuils (1653)
- Grosbois (1653)
- Mille-Vaches (1653)
- Dombourg (1653)
- La Malbaie (1653)
- Île Saint-Christophe (1654)
- Sainte-Ursule (1654)
- Nazareth (1654)
- Île Saint-Joseph (1655)
- Lafond (1655)
- Saint-François (1655)
- Cinquième-Rivière (1656)
- Grande-Anse (1656)
- Normanville (1656)
- Notre-Dame de Québec (1656)
- Sainte-Marie (1656)
- Bécancour (1657)
- Coulonge (1657)
- Îles Bourdon (1657)
- Île Marie (1657)
- Longueuil (1657)
- Closse (1658)
- Saint-Vilmé (1658)
- Grandpré de la Redoute (1659)
- Saint-Joseph (no 2) (1659)

## 1660 à 1661: concessions sousIsaac Pas
- Saint-Michel (1660)
- Île-aux-Cochons (1660)
- Niverville (1660)
- Saint-Jean (1661)
- La Chevalerie (1661)
- La Grossardière (1661)
- Mesnu (1661)
- Miville (1661)
- Morel (1661)

## 1662 à 1686: concessions sousd'Estrades

### Jusqu'en 1665: concessions par laCompagnie de la Nouvelle-France
- Poirier (1662)
- Lotbinière (1662)
- Crevier (1662)
- Cap-de-Chaste (1662)
- Bon-Port et Bonne-Pêche (1662)
- Île-au-Canot (1662)
- Île Patience (1662)
- Repentigny-Villiers (1662)
- Repentigny (no 2) (1662)
- Lafresnaye (1662)
- Saint-François-des-Prés (1662)
- Villeray (1663)
- Rivière-du-Saumon (1663)

### 1665 à 1672: concessions par l'intendantTalon
- La Gauchetière (1665)
- Sainte-Anne (1666, officially 1672)
- Des Islets (1671)
- Dorvilliers (1672)
- Matane (1672)
- Tilly (Villieu) (1672)
- L'île Perrot (1672)
- Rivière Ouelle (1672)
- Beaumont (1672)
- La Durantaye (1672)
- Lavaltrie (1672)
- Berthier (1672)

### 1672 à 1682: concessions par le gouverneurFrontenac
- Saint-Germain (Bellevue) (1672)
- Marson (1672)[1]
- Martignon (1672)[2]
- Soulanges (1672)[1]
- Châteauguay (1673)
- Pointe-à-l'Orignal (1674)
- Petite-Nation (1674)
- Kamouraska (1674)
- Mitis (1675)
- Bic (1675)
- Beaubassin (1676) [3]
- Port-Joly (1677)
- Argenteuil (1680)
- Sault-Saint-Louis (1680)

### 1682 à 1686: concessions par le gouverneurMeulles
- Mille-Îles (1683)
- Chauffours (1684)[4]
- Clignancour (1684)[5]
- Fresneuse (1684)[6]
- Île-Verte (1684)
- Saint-Aubin (1684)[7]

## 1686 à 1707: concessions sous Jeand'Estrée

### 1686 à 1705: concessions parJean Bochart de Champigny
- Rimouski (1688)
- Pachot (1689)
- Cobequid (1689)[8]
- Lac-Mitis (1693)
- Lac-Matapédia (1694)
- Lepage-et-Thibierge (1696)
- Lessard (1696)
- Grand-Pabos (1696)
- Hubert (1698)
- Soulanges (1702)
- Vaudreuil (1702)
- Koessanouskek (1703)[9]

## 1707 à 1737: concessions sousVictor Marie d'Estrées
- Cloridan (1707)
- Montarville (1710)
- Mille-Îles (1714) (Reconcession)
- Lac-des-Deux-Montagnes (1717)
- Villechauve ou Beauharnois (1729)
- Rigaud (1732)
- Léry ou De Léry (1733)
- Lacolle ou de Beaujeu (1733)
- Sabrevois (1733)
- Noyan (1733)
- Foucault (1733)
- Nouvelle-Longueuil (1734)
- Ailleboust (1736)
- Rigaud-De Vaudreuil (1736)
- Saint-Joseph-de-Beauce (1736)
- Ramezay (1736)

## Dernières concessions
- Beaurivage (1738)
- Maska (1748)
- Saint-Armand (1748)
- La Salle (1750)
- Seigneurie de Lanaudière (1750)
- Nicolas-Rioux (1751)
- Bellefeuille (1752)
- Murray Bay (1762)
- Mount Murray (1762)
- Shoolbred (1788)
- Senneville (?)